# Kadima Kabangu
Kadima Kabangu, de son nom complet Dark Johns Kadima Kabangu, est un footballeur international congolais qui évolue au poste d'attaquant.

## Biographie

### En club
Kabangu joue en faveur du club congolais du Lupopo, avant de s'installer en 2016 au Budapest Honvéd FC en Hongrie.
Avec le Budapest Honvéd, il joue 12 matchs en première division, inscrivant deux buts. Bien qu'il joue peu, il remporte le titre de champion de Hongrie en 2017. Ce sacre lui permet de disputer les tours préliminaires de la Ligue des champions lors de l'été 2017.
Il évolue ensuite en Arménie lors de l'année 2018.
En 2019, il effectue retour au pays, en signant avec le DC Motema Pembe. La saison qui suit, il se fait connaître en RD Congo grâce à son "Marteau de tête"[réf. nécessaire].
Le 21 janvier 2022, il atterrit au Maroc pour parapher un contrat de trois saisons et demi avec le Raja Club Athletic.
Le 22 février, il marque son premier but avec les Verts au titre de la 18e journée du championnat contre la JS Soualem (victoire 0-1).

### En équipe nationale
Kadima Kabangu reçoit une seule et unique sélection en équipe de RD Congo, le 10 septembre 2014, contre la Sierra Leone. La RDC l'emporte 0-2 dans cette rencontre des éliminatoires de la Coupe d'Afrique des nations 2015.

## Palmarès
Budapest Honvéd
- Championnat de Hongrie (1) :
  - Champion : 2016-17[6]

 Raja Club Athletic
- Championnat du Maroc
  - Vice-champion en 2021-22.

## Statistiques

### Statistiques en club[7]
| club            | Saison         | Ligue                     | Ligue  | Ligue | Coupe nationale | Coupe nationale | Continental | Continental | Autre  | Autre | Total  | Total |
| club            | Saison         | Division                  | Matchs | Buts  | Matchs          | Buts            | Matchs      | Buts        | Matchs | Buts  | Matchs | Buts  |
| --------------- | -------------- | ------------------------- | ------ | ----- | --------------- | --------------- | ----------- | ----------- | ------ | ----- | ------ | ----- |
| Budapest Honvéd | 2015-2016      | Nemzeti Bajnokság I       | 0      | 0     | 0               | 0               | -           | -           | -      | -     | 0      | 0     |
| Budapest Honvéd | 2016-2017      | Nemzeti Bajnokság I       | 5      | 0     | 2               | 0               | -           | -           | -      | -     | 7      | 0     |
| Budapest Honvéd | 2017-2018      | Nemzeti Bajnokság I       | 7      | 2     | 0               | 0               | 1           | 0           | -      | -     | 8      | 2     |
| Budapest Honvéd | Total          | Total                     | 12     | 2     | 2               | 0               | 1           | 0           | -      | -     | 15     | 2     |
| Shirak          | 2018-19        | Premier League arménienne | 13     | 2     | 1               | 0               | -           | -           | -      | -     | 14     | 2     |
| Total carrière  | Total carrière | Total carrière            | 25     | 4     | 3               | 0               | 1           | 0           | -      | -     | 29     | 4     |

### Statistiques en équipe nationale du Congo
| N° | Date              | Adversaire   | Résultat | Compétitions            | Événements |
| -- | ----------------- | ------------ | -------- | ----------------------- | ---------- |
| 1. | 10 Septembre 2014 | Sierra Leone | 2 – 0    | Qualifications CAN 2015 | 71°        |